# Osek (Ústí nad Labem)
Osek é uma cidade checa localizada na região de Ústí nad Labem, distrito de Teplice.